# Paracorophium chelatum
Paracorophium chelatum is een vlokreeftensoort uit de familie van de Corophiidae. De wetenschappelijke naam van de soort is voor het eerst geldig gepubliceerd in 1979 door G. Karaman.